# 전농동
전농동(典農洞)은 서울특별시의 동대문구에 위치한 동의 명칭이다.

## 개요
전농동은 청량리역 뒤쪽에 위치해 있으며, 조선초부터 농업을 중시한 관계로 국왕의 친경지였던 적전(籍田), 또는 전농(典農)이 있었기 때문에 전농리라고 명명되었다. 전농동은 조선초기에는 한성부 동부인창방에 속하였으며, 갑오개혁 때에는 한성부 동서 ‘인창방 (성외) 동소계전농리’로 기록되어 있다. 1911년 4월 1일에는 경성부 인창면 전농리로 칭하였고, 1914년 4월 1일에는 경기도에 편입시켜 고양군 숭인면 전농리로 되었으나, 1936년 4월 1일 경성부 확장 때 편입되어 경성부 ‘전농정’이 되었다. 1943년 4월 1일 구제 실시에 따라 동대문구에 속하게 되었다. 광복후 1946년 10월 1일 일제식 동명을 우리말로 바꿈에 따라 ‘전농동’으로 환원되어 오늘에 이르렀다. 1955년 전농1, 2동으로 분할되었고, 1959년 10월 31일 행정 구역의 변경에 따라 전농3동을 다시 분할하였으며, 1970년 5월 18일 전농4동이 분할되었고, 2009년 5월 4일 명칭이  전농3동에서 전농2동으로 변경되었다.

## 법정동
- 전농동

## 교육
- 서울전곡초등학교
- 서울전동초등학교
- 서울배봉초등학교
- 동대문중학교
- 전농중학교
- 전일중학교
- 청량정보고등학교
- 해성국제컨벤션고등학교
- 해성여자고등학교
- 서울시립대학교

## 교통
- ● 수도권 전철 경의·중앙선
  - 청량리역
- ● 수도권 전철 1호선
  - 청량리역

## 같이 보기
- 대한민국의 행정 구역